# Théorème de la base normale
En mathématiques, le théorème de la base normale s'inscrit dans la théorie de Galois. 
Il garantit que si L / K est une extension finie galoisienne de corps commutatifs, de groupe de Galois G, alors il existe un élément x de L dont l'orbite Gx est une base du K-espace vectoriel L. Autrement dit : la représentation naturelle de G sur L est équivalente à la représentation régulière.

## Histoire
Ce théorème fut d'abord établi dans le cas des corps finis : en 1850, Eisenstein démontra le cas où K est un corps premier fini et Schönemann celui où le degré de l'extension est premier ; c'est Hensel qui démontra le théorème pour les corps finis en toute généralité. En 1932, ce résultat fut étendu à certains corps infinis par Emmy Noether, puis à tous par Deuring.
La démonstration de Deuring traitait simultanément tous les corps (finis ou infinis) grâce à l'« argument de Deuring-Noether »,. La plupart des manuels proposent cependant une démonstration ultérieure d'Artin dans le cas infini, formulée en termes de déterminants, et donnent un argument complètement différent pour le cas fini.
Ce théorème a été généralisé : il existe même un élément simultanément « libre » sur tous les corps intermédiaires (en qualifiant de « libres sur K » les éléments x dont le théorème de la base normale énonce l'existence) : Faith l'a prouvé en 1957 pour les corps infinis (en étendant l'argument d'Artin), mais ce n'est qu'en 1986 que ce résultat a été établi pour les corps finis, par Blessenohl et Johnsen.

## Démonstration
La preuve suivante, inspirée de Deuring, consiste à décomposer de deux façons le K[G]-module (à gauche) des endomorphismes du K-espace vectoriel L, puis à invoquer le théorème de Krull-Schmidt,,.
Soient n le degré de l'extension, (x1, … , xn) une base du K-espace vectoriel L et (y1, … , yn) une base de son dual.
Une première décomposition est
C'est non seulement une somme directe de K[G]-sous-modules mais aussi de L-sous-espaces vectoriels, donc EndK(L) est de dimension n sur L. Or d'après le théorème d'indépendance de Dedekind, les n éléments de G sont L-linéairement indépendants. Ils forment donc eux aussi une base du L-espace vectoriel EndK(L) :
Contrairement aux Lyj, les Lg ne sont pas stables pour l'action à gauche de G, mais on a (en identifiant tout élément ℓ de L avec l'élément de EndK(L) « multiplication par ℓ ») :
ce qui permet de décomposer EndK(L) en K-sous-espaces vectoriels puis, en regroupant, en K[G]-sous-modules :
On aboutit ainsi à l'isomorphisme de K[G]-modules
dont on déduit, grâce au théorème de Krull-Schmidt, que L est isomorphe à K[G].